# هوكلهوفن
هوكلهوفن (بالألمانية: Hückelhoven) هي بلدة ألمانية تقع في ألمانيا في هاينسبرغ.[بحاجة لمصدر] يقدر عدد سكانها بـ 40,895 نسمة .

## المدن التوأمة
مدينة Wildau هي مدينة توأمة لـهوكلهوفن.

## أعلام
- توماس يان